# Prins av Condé
Prins av Condé (efter Condé-en-Brie) var en fransk ärftlig titel som först tilldelades Louis I av Bourbon (1530-1569), som var farbror till Henrik IV av Frankrike.

## Prinsar av Condé
1. Louis I av Bourbon (död 1569)
2. Henri I av Bourbon (1569–1588)
3. Henri II av Bourbon (1588–1646)
4. Louis II av Bourbon (1646–1686), "den store Condé"
5. Henri III Jules av Bourbon (1686–1709)
6. Louis III av Bourbon (1709–1710)
7. Louis Henri I av Bourbon (1710–1740)
8. Louis Joseph av Bourbon (1740–1818)
9. Louis Henri II av Bourbon (1818–1830)

Louis Henri II:s ende son, Louis Antoine Henri av Bourbon, avrättades på order av Napoleon Bonaparte 1804. Utan andra ättlingar slockande titeln med honom 1830.